# Биљана Гњатовић
Биљана Гњатовић (сада Кљајић), рођена 29. септембра 1972. у Станишићу, је мајстор џудо спорта.
Имала је 13 година кад је почела да се бави спортом, са 14 година заблистала на Спортској олимпијади школске омладине Војводине освајањем златне медаље. Исти подвиг поновила је и 1989. године на школској олимпијади у Сомбору. До јуниорске и сениорке бронзе на државном првенству стигла је 1990. године.
Највећи успех у каријери постигла је 1994. године када је у самбоу била трећа на европском и светском првенству. На европском првенству у Русији у самбоу, спортској дисциплини која чини комбинацију џудоа и рвања слободним стилом. Станишићанка Биљана Гњатовић, као представница Југославије на овом великом такмичењу, освојила је треће место и бронзану медаљу у категорији до 56 килограма. Биљана је имала четири меча, а три је решила у своју корист. 
У традиционалној анкети Радио Сомбора - емисије Спортски понедељак (4. јула) у конкуренцији пет кандидата са најистакнутијим резултатима који су конкурисали за титулу јуна, Биљана Гњатовић је са 72 гласа (од 156 гласова) проглашена за најбољег спортисту града Сомбора у јуну месецу 1994. године. 
1. ↑  Сомборске новине, 16. септембар 1994.
2. ↑  "Сомборске новине", 8. јул 1994.